# Жребчево (язовир)
Вижте пояснителната страница за други значения на Жребчево.
„Жребчево“ е язовир в централна България, изграден на река Тунджа. Наименованието му идва от останалото на дъното му село Жребчево. Собственост е на държавното предприятие „Напоителни системи“.
Разположен на 25 km² площ, „Жребчево“ е петият по големина язовир в България, след „Мандра“, „Искър“, „Студен кладенец“. и "Огоста"

## Местоположение
Намира се в красива подпланинска местност. Площта му се простира от градовете Николаево и Гурково, и село Паничерево (Област Стара Загора), през Община Твърдица до селата Баня и Асеновец в Община Нова Загора (Област Сливен).

## История
Язовирът е въведен в експлоатация през 1965 година.
В чашата на язовира освен село Жребчево остават и бившите села Запалня и Долно Паничерево. В североизточния му край се намира потопената при заливането му църква Св. „Иван Рилски“, която е единствената останка от село Запалня. До бента на язовира са разкрити останки от римска крепост.

## Използване

### Производство на електроенергия
Непосредствено под язовирната стена е изградена водноелектрическата централа ВЕЦ „Жребчево“, собственост на „Минстрой Холдинг“. Пусната в експлоатация през 1965 година, тя е оборудвана с три турбини с обща инсталирана мощност 15,4 MW.

### Туризъм и риболов
Язовирът има много ръкави с удобни за риболов места. Тъй като водата от язовира се използва за напояване, през лятото той се източва значително, което обуславя сезонния характер на риболова (костур, червеноперка, сом). В устието на язовира на река Тунджа се среща също щука.